# Кузьмичі (Мядельський район, Нарачанська сільська рада)
Кузьмичі (біл. вёска Кузьмічы) — село в складі Мядельського району Мінської області, Білорусь. Село підпорядковане Нарачанській сільській раді, розташоване в північній частині області.